# Aabach, Schweiz
Aabach (tidigare: Aa, även: Ustener Aa) är en flod i Schweiz. Den ligger i den centrala delen av landet, 100 km öster om huvudstaden Bern. Aabach har sin källa i sjön Pfäffikersee och mynnar cirka 11 km senare ut i sjön Greifensee.